# NGC 5469
NGC 5469 is een lensvormig sterrenstelsel in het sterrenbeeld Ossenhoeder. Het hemelobject werd in 1883 ontdekt door de Duitse astronoom Ernst Wilhelm Leberecht Tempel.

## Synoniemen
- ZWG 74.136
- NPM1G +08.354
- PGC 50740